# Pigny
Pigny ist eine französische Gemeinde mit 968 Einwohnern (Stand: 1. Januar 2022) im Département Cher in der Region Centre-Val de Loire. Sie gehört zum  Arrondissement Bourges und zum Kanton Saint-Martin-d’Auxigny. Die Einwohner werden Pignois genannt.

## Geographie
Pigny liegt etwa zehn Kilometer nordnordöstlich von Bourges in der Sologne. Umgeben wird Pigny von den Nachbargemeinden Saint-Georges-sur-Moulon im Norden und Westen, Vignoux-sous-les-Aix im Osten und Nordosten, Saint-Michel-de-Volangis im Südosten sowie Fussy im Westen und Nordwesten.

## Bevölkerungsentwicklung
| Jahr                       | 1962 | 1968 | 1975 | 1982 | 1990 | 1999 | 2006 | 2013 |
| Einwohner                  | 343  | 361  | 428  | 597  | 674  | 715  | 746  | 843  |
| Quellen: Cassini und INSEE |      |      |      |      |      |      |      |      |

## Sehenswürdigkeiten
- Kirche Saint-Pierre aus dem 19. Jahrhundert
- Schloss aus dem 19. Jahrhundert